# Język teiwa
Język teiwa, także tewa – język papuaski używany w indonezyjskiej prowincji Małe Wyspy Sundajskie Wschodnie, jeden z języków wyspy Pantar. Według danych z 2010 r. posługuje się nim 4 tys. osób. Należy do grupy języków alor-pantar.
Jego użytkownicy zamieszkują sześć wsi (Lebang, Boweli, Kaleb, Nule, Kabir i Madar) w północno-zachodniej części wyspy.
Składa się z trzech dialektów: deing, lebang, madar, przy czym etnolekt deing (diang) bywa traktowany jako odrębny język. Sami użytkownicy określają swój język jako pi-tarau, czyli „nasz język”. „Teiwa” to nazwa jednego z klanów. Lokalnie używa się też określenia bahasa Lebang, od nazwy głównej miejscowości.
Jest zagrożony wymarciem, znajduje się pod presją ze strony lokalnego malajskiego i języka indonezyjskiego. Na początku XXI w. pozostawał w użyciu w kontaktach domowych (wśród osób dorosłych), ale przy zwracaniu się do dzieci stosowano malajski/indonezyjski. Do lat 70. XX w. był jeszcze wykorzystywany w sferze religijnej. 
Istnieją nieliczne publikacje poświęcone temu językowi. Został opisany w postaci opracowania gramatycznego (A grammar of Teiwa, 2010) . Wcześniejsze materiały ograniczały się do danych leksykalnych.